# Departamentos in Nicaragua
Nicaragua gliedert sich in 15 Verwaltungsbezirke (Departamentos) und zwei autonome Regionen (Regiones Autónomas). Die beiden autonomen Regionen entstanden durch eine neue Verfassung im Jahr 1987 und die daraufhin folgende Teilung des Departamentos Zelaya. 
Die Departamentos sind ihrerseits wiederum in Municipios unterteilt.
| #  | Departamento                             | Hauptstadt     | ISO 3166-2 |                            |
| -- | ---------------------------------------- | -------------- | ---------- | -------------------------- |
| 1  | Boaco                                    | Boaco          | NI-BO      | Departamentos in Nicaragua |
| 2  | Carazo                                   | Jinotepe       | NI-CA      | Departamentos in Nicaragua |
| 3  | Chinandega                               | Chinandega     | NI-CI      | Departamentos in Nicaragua |
| 4  | Chontales                                | Juigalpa       | NI-CO      | Departamentos in Nicaragua |
| 5  | Estelí                                   | Estelí         | NI-ES      | Departamentos in Nicaragua |
| 6  | Granada                                  | Granada        | NI-GR      | Departamentos in Nicaragua |
| 7  | Jinotega                                 | Jinotega       | NI-JI      | Departamentos in Nicaragua |
| 8  | León                                     | León           | NI-LE      | Departamentos in Nicaragua |
| 9  | Madriz                                   | Somoto         | NI-MD      | Departamentos in Nicaragua |
| 10 | Managua                                  | Managua        | NI-MN      | Departamentos in Nicaragua |
| 11 | Masaya                                   | Masaya         | NI-MS      | Departamentos in Nicaragua |
| 12 | Matagalpa                                | Matagalpa      | NI-MT      | Departamentos in Nicaragua |
| 13 | Nueva Segovia                            | Ocotal         | NI-NS      | Departamentos in Nicaragua |
| 14 | Rivas                                    | Rivas          | NI-RI      | Departamentos in Nicaragua |
| 15 | Río San Juan                             | San Carlos     | NI-SJ      | Departamentos in Nicaragua |
| 16 | Región Autónoma de la Costa Caribe Norte | Puerto Cabezas | NI-AN      | Departamentos in Nicaragua |
| 17 | Región Autónoma de la Costa Caribe Sur   | Bluefields     | NI-AS      | Departamentos in Nicaragua |